# Torneo Clausura 2018 (Guatemala)
El Torneo Clausura 2018 fue el 38.º torneo corto del fútbol guatemalteco, finalizando la temporada 2017-18 de la Liga Nacional de Fútbol de Guatemala.

## Equipos

### Equipos participantes
| Club                                  | Ciudad              | Departamento   | Estadio                           | Capacidad | Televisora |
| ------------------------------------- | ------------------- | -------------- | --------------------------------- | --------- | ---------- |
| Antigua Guatemala FC                  | Antigua Guatemala   | Sacatepéquez   | Estadio Pensativo                 | 10.000    |            |
| Club Social y Deportivo Municipal     | Ciudad de Guatemala | Guatemala      | Estadio Manuel Felipe Carrera     | 10.000    | Albavisión |
| Club Social y Deportivo Suchitepéquez | Mazatenango         | Suchitepéquez  | Estadio Carlos Salazar Hijo       | 11.000    |            |
| Cobán Imperial                        | Cobán               | Alta Verapaz   | Estadio José Ángel Rossi          | 15.000    |            |
| Comunicaciones Fútbol Club            | Ciudad de Guatemala | Guatemala      | Estadio Doroteo Guamuch Flores    | 25.000    | Albavisión |
| Deportivo Guastatoya                  | Guastatoya          | El Progreso    | Estadio David Cordón Hichos       | 2.500     | Albavisión |
| Deportivo Malacateco                  | Malacatán           | San Marcos     | Estadio Santa Lucía               | 4.000     | Albavisión |
| Deportivo Marquense                   | San Marcos          | San Marcos     | Estadio Marquesa de la Ensenada   | 11.000    | Albavisión |
| Deportivo Petapa                      | San Miguel Petapa   | Guatemala      | Estadio Julio Armando Cobar       | 6.000     |            |
| Deportivo Sanarate F.C.               | Sanarate            | El Progreso    | Estadio Municipal de Sanarate     | 3.500     |            |
| Deportivo Siquinalá                   | Siquinalá           | Escuintla      | Estadio Municipal Mateo Sicay Paz | 2.500     |            |
| Xelajú Mario Camposeco                | Quetzaltenango      | Quetzaltenango | Estadio Mario Camposeco           | 11.220    |            |

### Equipos por departamento
| Departamento   | N.º | Equipos                           |
| -------------- | --- | --------------------------------- |
| Guatemala      | 3   | Comunicaciones, Municipal, Petapa |
| El Progreso    | 2   | Guastatoya, Sanarate              |
| San Marcos     | 2   | Malacateco, Marquense             |
| Alta Verapaz   | 1   | Cobán Imperial                    |
| Escuintla      | 1   | Siquinalá                         |
| Quetzaltenango | 1   | Xelajú                            |
| Sacatepéquez   | 1   | Antigua                           |
| Suchitepéquez  | 1   | Suchitepéquez                     |

### Ascensos y descensos
Un total de 12 equipos disputarán la liga. La disputarán los 10 primeros clasificados de la Liga Nacional de Fútbol de Guatemala 2016-17, dos clasificados de la Primera División de Guatemala 2016-17.
| Pos. | Descendidos de Liga Nacional de Fútbol de Guatemala 2016-17 |
| ---- | ----------------------------------------------------------- |
| 11°  | Deportivo Mictlán                                           |
| 12°  | Deportivo Carchá                                            |

| Pos. | Ascendidos de Primera División de Guatemala 2016-17 |
| ---- | --------------------------------------------------- |
| 1º   | Deportivo Siquinalá                                 |
| 2º   | Deportivo Sanarate                                  |

## Fase de clasificación
|  | Pos. | Equipos        | PJ | PG | PE | PP | GF | GC | Dif. | PTS | Clasificación        |
|  | ---- | -------------- | -- | -- | -- | -- | -- | -- | ---- | --- | -------------------- |
|  | 1º   | Sanarate       | 22 | 11 | 7  | 4  | 29 | 14 | 15   | 40  | Semifinales          |
|  | 2º   | Cobán Imperial | 22 | 12 | 3  | 7  | 32 | 21 | 11   | 39  | Semifinales          |
|  | 3º   | Guastatoya     | 22 | 11 | 5  | 6  | 27 | 18 | 9    | 38  | Acceso a semifinales |
|  | 4º   | Antigua GFC    | 22 | 11 | 4  | 7  | 42 | 34 | 8    | 37  | Acceso a semifinales |
|  | 5º   | Xelajú MC      | 22 | 9  | 4  | 9  | 31 | 31 | 0    | 31  | Acceso a semifinales |
|  | 6º   | Siquinalá      | 22 | 8  | 7  | 7  | 20 | 22 | -2   | 31  | Acceso a semifinales |
|  | 7º   | Comunicaciones | 22 | 8  | 5  | 9  | 22 | 26 | -4   | 29  |                      |
|  | 8º   | Petapa         | 22 | 9  | 2  | 11 | 27 | 33 | -6   | 29  |                      |
|  | 9°   | Municipal      | 22 | 8  | 4  | 10 | 34 | 28 | 6    | 28  |                      |
|  | 10º  | Suchitepéquez  | 22 | 7  | 4  | 11 | 29 | 36 | -7   | 25  |                      |
|  | 11º  | Malacateco     | 22 | 7  | 4  | 11 | 25 | 32 | -7   | 25  |                      |
|  | 12º  | Marquense      | 22 | 4  | 5  | 13 | 16 | 39 | -23  | 17  |                      |
|  |      |                |    |    |    |    |    |    |      |     |                      |

## Resultados
- Los horarios corresponden al huso horario de Guatemala: UTC-6 en horario estándar

### Primera vuelta
| Petapa         | 0 - 1 | Municipal     | Julio Armando Cobar   | 12 de enero | 20:00 |
| Comunicaciones | 0 - 2 | Antigua GFC   | Julio Armando Cobar   | 13 de enero | 17:00 |
| Cobán Imperial | 1 - 1 | Marquense     | José Ángel Rossi      | 13 de enero | 19:00 |
| Sanarate       | 1 - 0 | Suchitepéquez | Municipal de Sanarate | 14 de enero | 11:00 |
| Malacateco     | 2 - 2 | Xelajú MC     | Santa Lucía           | 14 de enero | 12:00 |
| Siquinalá      | 1 - 0 | Guastatoya    | Mateo Sicay Paz       | 14 de enero | 12:00 |

| Marquense     | 2 - 1 | Sanarate       | Marquesa de la Ensenada | 20 de enero | 20:00 |
| Xelajú MC     | 1 - 2 | Cobán Imperial | Mario Camposeco         | 20 de enero | 20:30 |
| Suchitepéquez | 2 - 3 | Petapa         | Carlos Salazar Hijo     | 21 de enero | 11:00 |
| Municipal     | 1 - 1 | Comunicaciones | Doroteo Guamuch Flores  | 21 de enero | 11:00 |
| Antigua GFC   | 3 - 1 | Siquinalá      | Pensativo               | 21 de enero | 11:30 |
| Guastatoya    | 3 - 0 | Malacateco     | David Cordón Hichos     | 21 de enero | 12:00 |

| Petapa         | 1 - 0 | Marquense      | Julio Armando Cobar    | 26 de enero | 20:00 |
| Comunicaciones | 1 - 0 | Suchitepéquez  | Doroteo Guamuch Flores | 27 de enero | 17:00 |
| Xelajú MC      | 0 - 0 | Guastatoya     | Mario Camposeco        | 27 de enero | 21:00 |
| Sanarate       | 1 - 0 | Cobán Imperial | Municipal de Sanarate  | 28 de enero | 11:00 |
| Malacateco     | 0 - 1 | Antigua GFC    | Santa Lucía            | 28 de enero | 12:00 |
| Siquinalá      | 2 - 1 | Municipal      | Mateo Sicay Paz        | 28 de enero | 12:00 |

| Municipal      | 2 - 0 | Malacateco     | Manuel Felipe Carrera   | 31 de enero  | 12:30 |
| Suchitepéquez  | 1 - 1 | Siquinalá      | Carlos Salazar Hijo     | 31 de enero  | 15:45 |
| Sanarate       | 4 - 0 | Petapa         | Municipal de Sanarate   | 31 de enero  | 15:45 |
| Cobán Imperial | 2 - 0 | Guastatoya     | José Ángel Rossi        | 31 de enero  | 19:00 |
| Marquense      | 0 - 1 | Comunicaciones | Marquesa de la Ensenada | 31 de enero  | 20:00 |
| Antigua GFC    | 3 - 1 | Xelajú MC      | Pensativo               | 1 de febrero | 15:00 |

| Petapa         | 2 - 1 | Cobán Imperial | Julio Armando Cobar    | 3 de febrero | 16:00 |
| Comunicaciones | 1 - 1 | Sanarate       | Doroteo Guamuch Flores | 3 de febrero | 17:00 |
| Xelajú MC      | 2 - 2 | Municipal      | Mario Camposeco        | 3 de febrero | 20:30 |
| Malacateco     | 1 - 0 | Suchitepéquez  | Santa Lucía            | 4 de febrero | 12:00 |
| Siquinalá      | 1 - 0 | Marquense      | Mateo Sicay Paz        | 4 de febrero | 12:00 |
| Guastatoya     | 3 - 2 | Antigua GFC    | David Cordón Hichos    | 4 de febrero | 14:30 |

| Petapa         | 2 - 1 | Comunicaciones | Julio Armando Cobar     | 9 de febrero  | 20:00 |
| Cobán Imperial | 2 - 1 | Antigua GFC    | José Ángel Rossi        | 10 de febrero | 19:00 |
| Marquense      | 1 - 0 | Malacateco     | Marquesa de la Ensenada | 10 de febrero | 20:00 |
| Suchitepéquez  | 1 - 1 | Xelajú MC      | Carlos Salazar Hijo     | 11 de febrero | 11:00 |
| Municipal      | 1 - 0 | Guastatoya     | Manuel Felipe Carrera   | 11 de febrero | 11:00 |
| Sanarate       | 1 - 0 | Siquinalá      | Municipal de Sanarate   | 11 de febrero | 11:00 |

| Siquinalá      | 0 - 0 | Petapa         | Mateo Sicay Paz        | 14 de febrero | 12:00 |
| Malacateco     | 3 - 3 | Sanarate       | Santa Lucía            | 14 de febrero | 15:00 |
| Antigua GFC    | 3 - 2 | Municipal      | Pensativo              | 14 de febrero | 15:00 |
| Guastatoya     | 1 - 2 | Suchitepéquez  | David Cordón Hichos    | 14 de febrero | 15:45 |
| Comunicaciones | 1 - 0 | Cobán Imperial | Doroteo Guamuch Flores | 14 de febrero | 20:00 |
| Xelajú MC      | 1 - 0 | Marquense      | Mario Camposeco        | 14 de febrero | 21:00 |

| Petapa         | 2 - 1 | Malacateco  | Julio Armando Cobar     | 16 de febrero | 20:00 |
| Cobán Imperial | 3 - 1 | Municipal   | José Ángel Rossi        | 17 de febrero | 19:00 |
| Marquense      | 1 - 1 | Guastatoya  | Marquesa de la Ensenada | 17 de febrero | 20:00 |
| Suchitepéquez  | 1 - 3 | Antigua GFC | Carlos Salazar Hijo     | 18 de febrero | 11:00 |
| Sanarate       | 1 - 0 | Xelajú MC   | Municipal de Sanarate   | 18 de febrero | 11:00 |
| Comunicaciones | 0 - 0 | Siquinalá   | Doroteo Guamuch Flores  | 18 de febrero | 18:00 |

| Xelajú MC   | 1 - 0 | Petapa         | Mario Camposeco       | 24 de febrero | 19:00 |
| Municipal   | 2 - 0 | Suchitepéquez  | Manuel Felipe Carrera | 25 de febrero | 11:00 |
| Antigua GFC | 4 - 1 | Marquense      | Pensativo             | 25 de febrero | 11:30 |
| Siquinalá   | 2 - 0 | Cobán Imperial | Mateo Sicay Paz       | 25 de febrero | 12:00 |
| Malacateco  | 3 - 0 | Comunicaciones | Santa Lucía           | 25 de febrero | 12:00 |
| Guastatoya  | 2 - 1 | Sanarate       | Municipal de Sanarate | 25 de febrero | 14:30 |

| Petapa         | 0 - 1 | Guastatoya    | Julio Armando Cobar     | 2 de marzo | 20:00 |
| Comunicaciones | 2 - 0 | Xelajú MC     | Doroteo Guamuch Flores  | 3 de marzo | 17:00 |
| Cobán Imperial | 4 - 2 | Suchitepéquez | José Ángel Rossi        | 3 de marzo | 19:00 |
| Marquense      | 0 - 7 | Municipal     | Marquesa de la Ensenada | 3 de marzo | 20:00 |
| Sanarate       | 0 - 0 | Antigua GFC   | Municipal de Sanarate   | 4 de marzo | 11:00 |
| Siquinalá      | 0 - 0 | Malacateco    | Mateo Sicay Paz         | 4 de marzo | 12:00 |

| Municipal     | 0 - 2 | Sanarate       | Manuel Felipe Carrera | 7 de marzo | 12:30 |
| Malacateco    | 1 - 0 | Cobán Imperial | Santa Lucía           | 7 de marzo | 14:00 |
| Guastatoya    | 1 - 0 | Comunicaciones | David Cordón Hichos   | 7 de marzo | 15:00 |
| Antigua GFC   | 1 - 2 | Petapa         | Pensativo             | 7 de marzo | 15:30 |
| Xelajú MC     | 2 - 1 | Siquinalá      | Mario Camposeco       | 7 de marzo | 20:00 |
| Suchitepéquez | 0 - 0 | Marquense      | Carlos Salazar Hijo   | 8 de marzo | 11:00 |

- Los horarios corresponden al huso horario de Guatemala: UTC-6 en horario estándar

### Segunda vuelta
| Xelajú MC     | 2 - 0 | Malacateco     | Mario Camposeco         | 10 de marzo | 21:00 |
| Antigua GFC   | 1 - 2 | Comunicaciones | Pensativo               | 11 de marzo | 11:30 |
| Guastatoya    | 1 - 1 | Siquinalá      | David Cordón Hichos     | 11 de marzo | 14:30 |
| Municipal     | 4 - 0 | Petapa         | Manuel Felipe Carrera   | 11 de marzo | 15:00 |
| Suchitepéquez | 1 - 3 | Sanarate       | Carlos Salazar Hijo     | 11 de marzo | 15:45 |
| Marquense     | 0 - 0 | Cobán Imperial | Marquesa de la Ensenada | 11 de marzo | 19:00 |

| Petapa         | 2 - 3 | Suchitepéquez | Julio Armando Cobar    | 16 de marzo | 20:00 |
| Comunicaciones | 0 - 1 | Municipal     | Doroteo Guamuch Flores | 17 de marzo | 17:00 |
| Cobán Imperial | 2 - 1 | Xelajú MC     | José Ángel Rossi       | 17 de marzo | 19:00 |
| Siquinalá      | 1 - 2 | Antigua GFC   | Mateo Sicay Paz        | 18 de marzo | 12:00 |
| Malacateco     | 2 - 1 | Guastatoya    | Santa Lucía            | 18 de marzo | 12:00 |
| Sanarate       | 3 - 0 | Marquense     | Municipal de Sanarate  | 18 de marzo | 15:00 |

| Municipal      | 0 - 1 | Siquinalá      | Manuel Felipe Carrera   | 24 de marzo | 15:00 |
| Antigua GFC    | 4 - 3 | Malacateco     | Pensativo               | 24 de marzo | 15:30 |
| Cobán Imperial | 0 - 0 | Sanarate       | José Ángel Rossi        | 24 de marzo | 19:00 |
| Marquense      | 2 - 1 | Petapa         | Marquesa de la Ensenada | 24 de marzo | 20:00 |
| Guastatoya     | 3 - 1 | Xelajú MC      | David Cordón Hichos     | 25 de marzo | 14:30 |
| Suchitepéquez  | 3 - 0 | Comunicaciones | Carlos Salazar Hijo     | 25 de marzo | 15:45 |

| Siquinalá      | 2 - 0 | Suchitepéquez  | Mateo Sicay Paz        | 28 de marzo | 12:00 |
| Guastatoya     | 1 - 0 | Cobán Imperial | David Cordón Hichos    | 28 de marzo | 14:30 |
| Comunicaciones | 2 - 1 | Marquense      | Doroteo Guamuch Flores | 28 de marzo | 17:00 |
| Petapa         | 1 - 0 | Sanarate       | Julio Armando Cobar    | 28 de marzo | 18:00 |
| Malacateco     | 2 - 2 | Municipal      | Santa Lucía            | 28 de marzo | 20:00 |
| Xelajú MC      | 3 - 0 | Antigua GFC    | Carlos Salazar Hijo    | 28 de marzo | 20:30 |

| Municipal      | 2 - 3 | Xelajú MC      | Manuel Felipe Carrera   | 4 de abril | 12:30 |
| Sanarate       | 0 - 0 | Comunicaciones | Municipal de Sanarate   | 4 de abril | 15:45 |
| Suchitepéquez  | 3 - 1 | Malacateco     | Cementos Progreso*      | 4 de abril | 15:45 |
| Cobán Imperial | 4 - 2 | Petapa         | José Ángel Rossi        | 4 de abril | 19:00 |
| Marquense      | 1 - 2 | Siquinalá      | Marquesa de la Ensenada | 4 de abril | 20:00 |
| Antigua GFC    | 1 - 1 | Guastatoya     | Pensativo               | 5 de abril | 15:30 |

## Líderes individuales

### Trofeo Juan Carlos Plata
| N.º | Jugador         | Goles | Minutos Jugados | Equipo        |
| --- | --------------- | ----- | --------------- | ------------- |
|     | Agustín Herrera | 15    | 1756            | Antigua GFC   |
| 2   | Anllel Porras   | 10    | 1355            | Malacateco    |
| 3   | Blas Pérez      | 10    | 1698            | CSD Municipal |

### Trofeo Josue Danny Ortiz
| N.º | Jugador       | Partidos | Goles | Promedio | Equipo               |
| --- | ------------- | -------- | ----- | -------- | -------------------- |
|     | Paulo Motta   | 21       | 12    | 0.57     | Deportivo Sanarate   |
| 2   | Juan Paredes  | 20       | 16    | 0.80     | Deportivo Guastatoya |
| 3   | Álvaro García | 22       | 21    | 0.95     | Cobán Imperial       |

## Fase Final
|  | Clasificación a Semifinales | Clasificación a Semifinales | Clasificación a Semifinales | Clasificación a Semifinales | Clasificación a Semifinales |  |  | Semifinales | Semifinales    | Semifinales | Semifinales | Semifinales |  |  | Final | Final      | Final | Final | Final |
|  |                             |                             |                             |                             |                             |  |  |             |                |             |             |             |  |  |       |            |       |       |       |
|  |                             |                             |                             |                             |                             |  |  | 1           | Sanarate       | 1           | 1           | 2           |  |  |       |            |       |       |       |
|  | 4                           | Antigua GFC                 | 0                           | 0                           | 0                           |  |  | 5           | Xelajú MC      | 2           | 1           | 3           |  |  |       |            |       |       |       |
|  | 5                           | Xelajú MC                   | 2                           | 1                           | 3                           |  |  |             |                |             |             |             |  |  | 5     | Xelajú MC  | 1     | 0     | 1     |
|  |                             |                             |                             |                             |                             |  |  |             |                |             |             |             |  |  | 3     | Guastatoya | 1     | 2     | 3     |
|  |                             |                             |                             |                             |                             |  |  | 2           | Cobán Imperial | 0           | 0           | 0           |  |  |       |            |       |       |       |
|  | 3                           | Guastatoya                  | 1                           | 4                           | 5                           |  |  | 3           | Guastatoya     | 1           | 0           | 1           |  |  |       |            |       |       |       |
|  | 6                           | Deportivo Siquinalá         | 1                           | 0                           | 1                           |  |  |             |                |             |             |             |  |  |       |            |       |       |       |

### Clasificación a Semifinales
| Clasificación a Semifinales - Ida; 9 de mayo de 2018, 12:00 UTC-6 | Deportivo Siquinalá  | 1:1 (0:1) | Guastatoya        | Mateo Sicay Paz, Siquinalá |                         |
|                                                                   | - Oscar Martínez 73' |           | - José Corena 15' | Árbitro(s): Bryan López    | Árbitro(s): Bryan López |

| Clasificación a Semifinales - Vuelta; 12 de mayo de 2018, 16:00 UTC-6 | Guastatoya                                                                          | 4:0 (1:0) | Deportivo Siquinalá | David Cordón Hichos, Guastatoya |                                |
|                                                                       | - Ángel Rodríguez 12' - Ángel Rodríguez 64' - Fredy Orellana 73' - Jorge Vargas 83' |           |                     | Árbitro(s): Mario Escobar Toca  | Árbitro(s): Mario Escobar Toca |

| Clasificación a Semifinales - Ida; 10 de mayo de 2018, 20:30 UTC-6 | Xelajú MC                                 | 2:0 (2:0) | Antigua GFC | Mario Camposeco, Quetzaltenango |                           |
|                                                                    | - Mario Castellanos 14' - Jorge Ortiz 18' |           |             | Árbitro(s): Mario Ramírez       | Árbitro(s): Mario Ramírez |

| Clasificación a Semifinales - Vuelta; 13 de mayo de 2018, 11:30 UTC-6 | Antigua GFC | 0:1 (0:0) | Xelajú MC          | Pensativo, Antigua Guatemala |                          |
|                                                                       |             |           | - Juan Silva 90+2' | Árbitro(s): Walter López     | Árbitro(s): Walter López |

### Semifinales
| Semifinales - Ida; 18 de mayo de 2018, 11:00 UTC-6 | Xelajú MC                                 | 2:1 (2:0) | Sanarate              | Mario Camposeco, Quetzaltenango |                            |
|                                                    | - Mario Castellanos 39' - Jorge Ortiz 42' |           | - Erickson Pinzón 76' | Árbitro(s): Jonathan López      | Árbitro(s): Jonathan López |

| Semifinales - Vuelta; 20 de mayo de 2018, 12:00 UTC-6 | Sanarate          | 1:1 (0:0) | Xelajú MC         | Municipal de Sanarate, Sanarate |                         |
|                                                       | - Kevin Elías 60' |           | - Jorge Ortiz 70' | Árbitro(s): Oscar Reyna         | Árbitro(s): Oscar Reyna |

| Semifinales - Ida; 17 de mayo de 2018, 16:00 UTC-6 | Guastatoya           | 1:0 (0:0) | Cobán Imperial | David Cordón Hichos, Guastatoya |                           |
|                                                    | - Omar Domínguez 87' |           |                | Árbitro(s): Armando Reyna       | Árbitro(s): Armando Reyna |

| Semifinales - Vuelta; 21 de mayo de 2018, 19:00 UTC-6 | Cobán Imperial | 0:0 (0:0) | Guastatoya | José Ángel Rossi, Cobán      |  |
|                                                       |                |           |            | Árbitro(s): Jonathan Polanco |  |

### Finales
| Final - Ida; 23 de mayo de 2018, 20:30 UTC-6 | Xelajú MC            | 1:1 (0:0) | Guastatoya            | Mario Camposeco, Quetzaltenango |                                |
|                                              | - Héctor Moreira 57' |           | - Ángel Rodríguez 64' | Árbitro(s): Mario Escobar Toca  | Árbitro(s): Mario Escobar Toca |

| Final - Vuelta; 27 de mayo de 2018, 14:30 UTC-6 | Guastatoya                              | 2:0 (1:0) | Xelajú MC | David Cordón Hichos, Guastatoya      |                                      |
|                                                 | - Jorge Vargas 23' - Fredy Orellana 86' |           |           | Árbitro(s): Walter López Castellanos | Árbitro(s): Walter López Castellanos |

| Campeón - Clausura 2018 |
|                         |
| Guastatoya 1° Título    |

## Tabla acumulada
|  | Pos. | Equipos        | PJ | PG | PE | PP | GF | GC | Dif. | PTS | Clasificación                                           |
|  | ---- | -------------- | -- | -- | -- | -- | -- | -- | ---- | --- | ------------------------------------------------------- |
|  | 1º   | Antigua GFC    | 44 | 22 | 9  | 13 | 77 | 50 | 27   | 75  | Repechaje para la Liga de Campeones de la Concacaf 2019 |
|  | 2º   | Cobán Imperial | 44 | 21 | 11 | 12 | 60 | 46 | 14   | 74  |                                                         |
|  | 3º   | Guastatoya     | 44 | 20 | 12 | 12 | 60 | 39 | 21   | 72  | Repechaje para la Liga de Campeones de la Concacaf 2019 |
|  | 4º   | Petapa         | 44 | 20 | 7  | 17 | 62 | 52 | 10   | 67  |                                                         |
|  | 5º   | Sanarate       | 44 | 18 | 12 | 14 | 43 | 36 | 7    | 66  |                                                         |
|  | 6º   | Xelajú MC      | 44 | 19 | 9  | 16 | 61 | 58 | 3    | 66  |                                                         |
|  | 7º   | Municipal      | 44 | 17 | 12 | 15 | 58 | 46 | 12   | 63  | Copa Premier Centroamericana 2019-20                    |
|  | 8º   | Comunicaciones | 44 | 17 | 12 | 15 | 50 | 46 | 4    | 63  | Copa Premier Centroamericana 2019-20                    |
|  | 9°   | Malacateco     | 44 | 14 | 9  | 21 | 54 | 61 | -7   | 51  |                                                         |
|  | 10º  | Siquinalá      | 44 | 14 | 9  | 21 | 39 | 60 | -21  | 51  |                                                         |
|  | 11º  | Suchitepéquez  | 44 | 13 | 8  | 23 | 53 | 79 | -26  | 47  | Primera División 2018-19                                |
|  | 12º  | Marquense      | 44 | 9  | 10 | 25 | 34 | 78 | -44  | 37  | Primera División 2018-19                                |
|  |      |                |    |    |    |    |    |    |      |     |                                                         |

## Playoffs Liga de Campeones Concacaf
Tras el levantamiento de la suspensión de la Federación Nacional de Fútbol de Guatemala por parte de la FIFA, se decidió que el representante de la Liga de Guatemala en la Liga de Campeones de la Concacaf 2019 será decidido en un repechaje de ida y vuelta entre el campeón del Torneo Apertura 2017 y el campeón del Torneo Clausura 2018. El sorteo para el orden de los partidos se realizó el 29 de junio de 2018.
| Ida; 8 de agosto de 2018, 11:00 UTC-6 | Antigua GFC | 0-1 | CD Guastatoya | Estadio Pensativo, Antigua Guatemala |  |

| Vuelta; 22 de agosto de 2018, 14:30 UTC-6 | CD Guastatoya | 0-0 | Antigua GFC | David Cordón Hichos, Guastatoya |  |

| CLASIFICADO Liga de Campeones de la Concacaf 2019 |
| Guastatoya 1° Participación                       |
| ------------------------------------------------- |